# São Longuinho (Bernini)
São Longuinho é uma escultura de mármore produzida pelo artista italiano Gian Lorenzo Bernini. Concluída em 1638, a obra localiza-se no nicho nordeste do transepto da Basílica de São Pedro, no Vaticano.

## Contexto

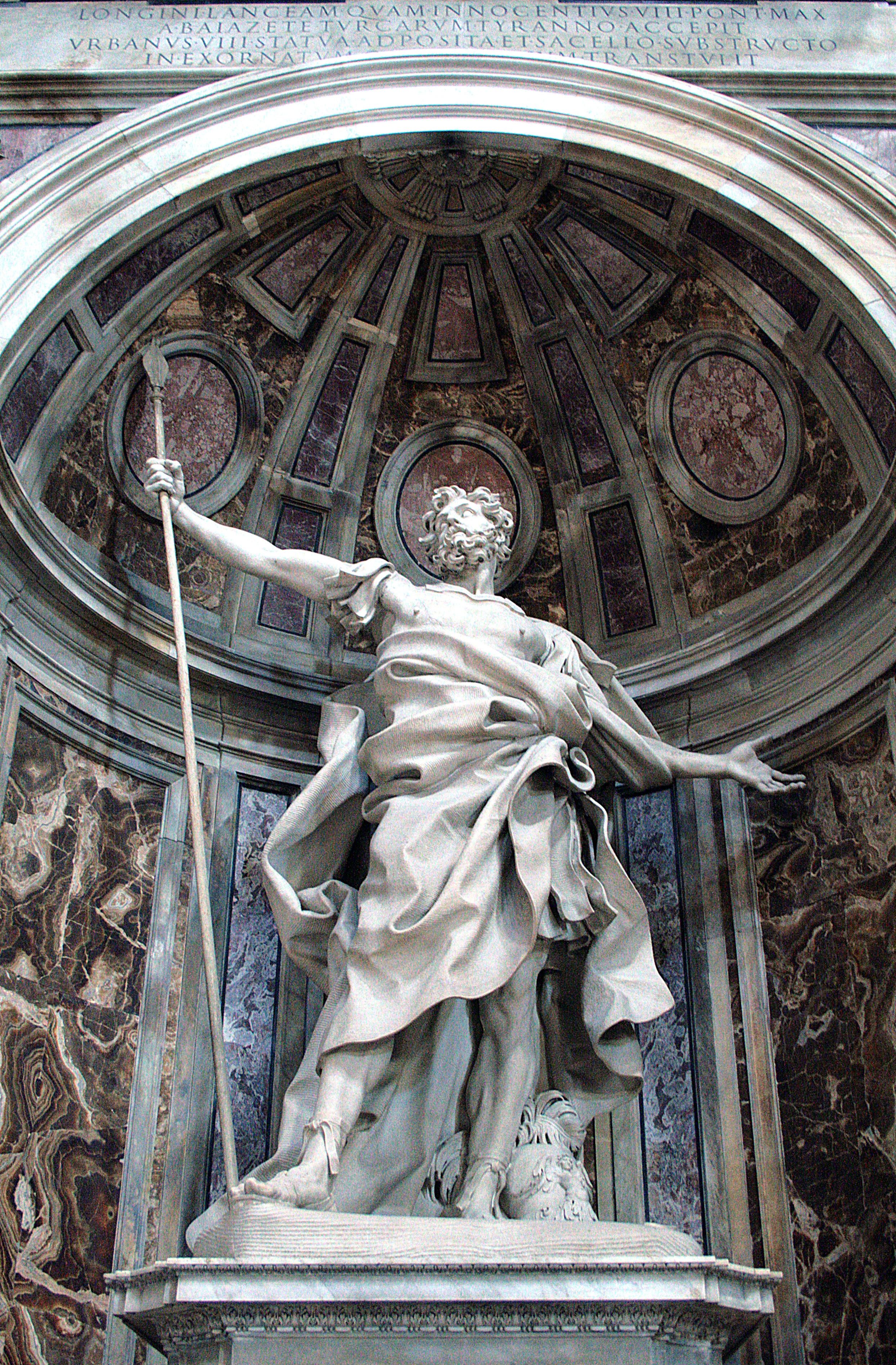
Estátua de São Longuinho

Em 1627, Bernini substituiu Carlo Maderno como arquiteto-chefe da Basílica de São Pedro, passando a ser o responsável por todos os projetos da basílica até 1647. Todavia, o artista não só supervisionou a adição das decorações e afrescos, mas foi ele próprio responsável pela criação de várias dessas obras, incluindo uma escultura de São Longuinho.
A estátua de São Longuinho foi uma das quatro encomendadas para os nichos localizados no centro do transepto, juntamente com as esculturas de Santo André, Santa Helena e Santa Verônica, todos santos com relíquias associadas a eles presentes na basílica. Pequenos moldes foram criados por vários artistas, incluindo um da estátua de Santo André feito por Bernini. Porém, após várias discussões decidiu-se que Bernini ficaria responsável por criar a escultura de São Longuinho, trabalho para o qual recebeu 3 300 escudos romanos, o mesmo que os outros artistas.

## Esboços
É provável que um dos primeiros esboços da escultura, feito de terracota em 1631 e preservado atualmente no Museu Fogg, tenha sido produzido por Bernini enquanto ele avaliava vários conceitos para a obra final. No entanto, o design utilizado nesse esboço não foi o usado na estátua final, isso porque foram feitas alterações no projeto do baldaquino que influenciaram no desenho da escultura. Como essa estrutura carregaria uma figura de Jesus Cristo ressuscitado, Bernini tinha imaginado Longuinho olhando para Jesus com um semblante de admiração. Porém, como ao invés de uma figura de Cristo foi instalado um globo com uma cruz simples, o artista não viu mais sentido neste conceito para sua obra.
Um esboço posterior, também de terracota, resgatado durante uma escavação em 1980 e agora preservado no Museu de Roma, apresenta um conceito mais próximo do design final. Esse esboço foi cortado em várias peças, sendo os locais dos cortes (no braço direito, na manta e no torso) iguais às divisões existentes no bloco de mármore da escultura final. Isso indica que Bernini usou esse molde para calcular como os vários blocos poderiam ser reunidos para formar um todo fisicamente robusto e aparentemente único.
Bernini e seus assistentes provavelmente produziram vários outros esboços. O artista alemão Joachim von Sandrart, quando visitou o estúdio de Bernini em 1635, contou 22 moldes pequenos para essa escultura. Além disso, foi preservado um conjunto de oito desenhos no Museu Kunstpalast. Após chegar a um conceito final para a obra, o artista começou a trabalhar na escultura em si, levando três anos para produzi-la.

## Características
Entre 1545 e 1563, o Concílio de Trento definiu o conteúdo da arte sacra ao longo dos séculos XVI e XVII, estabelecendo quais elementos deveriam ser considerados em todas as obras religiosas. Determinou-se que a arte sacra deveria descrever aspectos-chave da doutrina católica, incluindo os santos e os sacramentos. A arte produzida durante esse período deveria ser clara, precisa, mostrar decoro e ter apelo emocional. Na criação de qualquer obra de arte sacra, incluindo o São Longuinho de Bernini, essas diretrizes deveriam ser seguidas.

### São Longuinho de Bernini

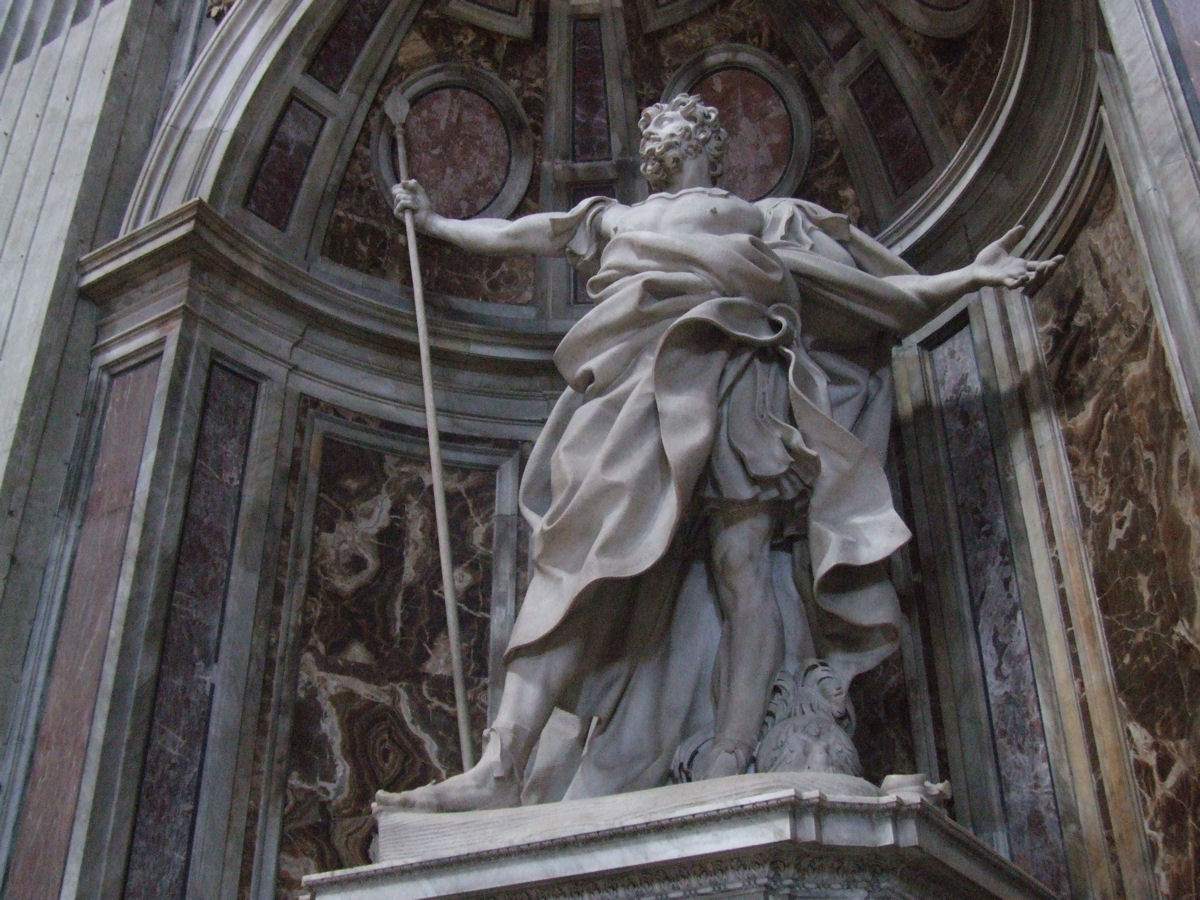
São Longuinho com os braços abertos, recebendo a luz divina.

Longuinho foi o soldado romano cego que acompanhou Jesus durante a sua crucificação. Ele teria se convertido ao cristianismo após o evento, tendo convencido-se de que Jesus era filho de Deus. Ao se converter, Longuinho teria se curado de sua cegueira e recuperado a visão, experimentando, dessa forma, um despertar espiritual e físico.
Em sua escultura, Bernini tenta capturar o momento em que Longuinho experimenta seu despertar espiritual. Por isso, representou-o olhando para o céu com a boca parcialmente aberta. A sua lança é empurrada para o lado e sua armadura e aparelho militar são representados atrás dele, simbolizando sua revogação a carreira de soldado romano. Longuinho, com os braços abertos, recebe a luz divina que, na prática, passaria pela janela da Basílica de São Pedro e iluminaria a escultura. Além disso, a sua lança representa os sacramentos do batismo e da eucaristia, uma vez que quando Longuinho a utilizou para perfurar Jesus, teria saído água e sangue do ferimento, símbolos destes sacramentos.
Conhecido por demonstrar as emoções com expressividade em suas obras, Bernini retratou as vestimentas de Longuinho de forma a intensificar o drama da cena. As roupas se torcem ao redor dele, representando o movimento, outra característica de Bernini e das esculturas barrocas. O artista compôs sua obra para que o expectador tivesse a impressão de ter parado no tempo, no momento exato da conversão de Longuinho.